# Beierse Volkspartij

De vlag van Beieren was tevens de partijvlag van de BVP

De Beierse Volkspartij (Duits: Bayerische Volkspartei), was een Duitse partij tijdens de Weimarrepubliek.

## Geschiedenis
De Beierse Volkspartij (BVP) ontstond in november 1918 in Regensburg uit de Beierse afdeling van de Duitse Centrumpartij (Deutsche Zentrumspartei). De oprichters, waaronder Georg Heim, waren tegen de centralistische en pro-republikeinse koers van de Centrumpartij van partijvoorlieden als Matthias Erzberger. De BVP streefde naar een gedecentraliseerd Duitsland met verregaande autonomie voor Beieren. Sommige BVP'ers waren voorstander van afscheiding van Beieren van de rest van Duitsland. De BVP was ook monarchistisch en streefden het herstel van het Koninkrijk Beieren onder het Huis Wittelsbach. na. Over het algemeen genomen was de BVP een conservatieve partij en zag het tot een van haar taken de invloed van de Sociaaldemocratische Partij van Duitsland (Sozialdemokratische Partei Deutschlands) in Beieren te beperken. Haar voornaamste aanhang vond de BVP onder de middenklasse en de hogere burgerij en adel. Toch stemde ook een groot deel van de rooms-katholieke arbeidersklasse steevast op de BVP.
De BVP was tussen 1919 en 1933 de sterkste partij in Beieren en nam deel aan alle landsregeringen in de deelstaat. Meerdere malen leverde de BVP een minister-president: Hugo von und zu Lerchenfeld auf Köfering und Schönberg (1921-1922), Eugen Ritter von Knilling (1922-1924) en Heinrich Held (1924-1933). Bij de Landdagverkiezingen in Beieren behaalde de BVP tussen de 31,6% en 39,4% van de stemmen.
De BVP was ook actief op federaal vlak. Bij de Rijksdagverkiezingen van 1920 behaalde de partij 4,5% van de stemmen, goed voor 20 zetels. Van 1922 tot 1923 nam de BVP deel aan het centrumrechtse kabinet-Cuno en van 1923 tot 1924 aan het kabinet-Marx I. Bij de Rijksdagverkiezingen van mei 1924 verloor de BVP vier zetels, maar bij de Rijksdagverkiezingen van december van dat jaar herstelde de partij zich en kwam op 19 zetels. Van januari 1925 tot 30 mei 1932 nam de BVP deel aan alle rijksregeringen. In deze gehele periode, die 7 rijksregeringen telde, was de BVP met één minister in de regeringen vertegenwoordigd. Het ministerie dat de BVP onder haar hoede kreeg was het Ministerie van Posterijen (1925-1926: Karl Stingl, 1927-1932: Georg Schätzel). Bij de Rijksdagverkiezingen van 1928 verloor de BVP twee zetels, maar in 1930 won de BVP de twee verloren gegane zetels weer terug. Bij de Rijksdagverkiezingen van 1932 en 1933 wist de partij zich in de Rijksdag te handhaven met ongeveer 20 zetels. Anders dan andere burgerlijke partijen (DNVP, DVP, DStP etc.) leed de BVP nauwelijks onder opkomst van de NSDAP (de nazipartij). Deze partij kreeg geen greep op de rooms-katholieke plattelandsachterban van de BVP. Daarnaast waren de opvattingen over een federaal Duitsland van de BVP strijdig met centralistische, Duits-nationale opvattingen van de NSDAP.
Net als alle andere burgerlijke partijen stemde de BVP-fractie in de Rijksdag op 23 mei 1933 vóór de Ermächtigungsgesetz die de nazi-regering volledige volmachten gaf. De door de nazi's beloofde garanties dat de autonomie van de deelstaten zou worden gerespecteerd en de rol van de Rooms-Katholieke Kerk in het openbare leven gegarandeerd, werden nooit nageleefd. Kort na de stemming werden de politieke activiteiten van de BVP gedwarsboomd en op 4 juli 1933 werd de BVP door haar partijleiding ontbonden.
Na de Tweede Wereldoorlog werden de Christelijk-Sociale Unie (Christlich-Soziale Union) en de Beierse Partij (Bayernpartei) opgericht waarbij zich veel vroegere leden en aanhangers van de BVP aansloten. De CSU is echter niet de opvolger van de BVP. Er is namelijk een belangrijk verschil: de BVP was altijd voor een zo zelfstandig mogelijk Beieren, terwijl de CSU zich openlijk keert tegen separatistische neigingen. In dat opzicht kan men de kleinere Beierse Partij (BP), die separatistische trekken vertoont, eerder als opvolger van de BVP zien.

## Verkiezingsresultaten

### VerkiezingsresultatenBeierse Landdag
| Jaar               | zetels |
| ------------------ | ------ |
| 1919               | 66     |
| 1920               | 65     |
| 1924               | 46     |
| 1928               | 46     |
| 1932               | 45     |
| 1933               | 30     |
| Bron: gonschior.de |        |

### Verkiezingsuitslagen Rijksdag
| Jaar          | %    | zetels |
| ------------- | ---- | ------ |
| 1920          | 4,5% | 20     |
| mei 1924      | 3,2% | 16     |
| december 1924 | 3,7% | 19     |
| 1928          | 3,1% | 17     |
| 1930          | 3,0% | 19     |
| juli 1932     | 3,2% | 22     |
| december 1932 | 3,1% | 20     |
| 1933          | 2,7% | 19     |